# Bunodeopsis pelagica
Bunodeopsis pelagica är en havsanemonart som först beskrevs av Jean René Constant Quoy och Joseph Paul Gaimard 1833.  Bunodeopsis pelagica ingår i släktet Bunodeopsis och familjen Boloceroididae. Inga underarter finns listade i Catalogue of Life.